# Lightyear (film)
Lightyear är en amerikansk datoranimerad science fiction action-äventyrsfilm producerad av Pixar Animation Studios och Walt Disney Pictures. Det är en spinoff av Pixars filmer Toy Story, där filmens handling fungerar som en bakgrundshistoria för figuren Buzz Lightyear. Filmens regisseras av Angus MacLane, som samregisserade Pixars tidigare film Hitta Doris. Tidigare har skådespelaren Tim Allen gjort rösten för Lightyear, men i denna film är det istället Chris Evans som innehar rollen.
Lightyear hade biopremiär i Sverige den 15 juni 2022, utgiven av Walt Disney Studios Motion Pictures.

## Rollista
| Roll               | Engelsk röst        | Svensk röst      |
| ------------------ | ------------------- | ---------------- |
| Buzz Lightyear     | Chris Evans         | Fredrik Hiller   |
| Izzy Hawthorne     | Keke Palmer         | Yamineth Dyall   |
| Sox                | Peter Sohn          | Edvin Törnblom   |
| Mo Morrison        | Taika Waititi       | John Lundvik     |
| Darby Steel        | Dale Soules         | Ia Langhammer    |
| Zurg/Gamle Buzz    | James Brolin        | Philip Zandén    |
| Alisha Hawthorne   | Uzo Aduba           | Sharon Dyall     |
| I.V.A.N            | Mary McDonald-Lewis | Annica Smedius   |
| Kommendör Burnside | Isiah Whitlock Jr.  | Camilo Ge Bresky |
| Diaz               | Efren Ramirez       | Dogge Doggelito  |
| Featheringhamstan  | Bill Hader          | Erik Berg        |
| ERIC / DERIC       | Angus MacLane       | Patrik Norqvist  |